# Leaf To Root
Leaf to Root ist ein 2014 von der Schweizer Journalistin Esther Kern ins Leben gerufenes Projekt, das sich damit beschäftigt, welche Teile von Gemüse, Obst oder Pflanzen für den Verzehr geeignet sind und wie sie zubereitet werden, damit sie kulinarisch ein Gewinn sind. Leaf to Root hat sich als Begriff für die vollständige Verwertung von Gemüse im deutschsprachigen Raum etabliert.

## Idee und Umsetzung
Auf die Idee für Leaf to Root kam Esther Kern durch unterschiedliche Einflüsse. Als Gastrokritikerin für diverse Schweizer Zeitungen interviewte sie Spitzenköchinnen und -köche. Dabei stieß sie immer wieder auf Rezepte, in denen spezielle Gemüseteile verwendet werden. Auch im privaten Gemüseanbau ging sie der Frage nach, warum beispielsweise das Grün bei der Karottenernte auf dem Kompost landet, und suchte nach Rezepten, bei denen das Karottengrün bzw. -Kraut Verwendung findet. So entstand eine Sammlung an Ideen und Rezepten. 2014 interviewte Esther Kern als Food-Journalistin den britischen Kochstar Fergus Henderson. Mit seinem Buch The Whole Beast: Nose to Tail Eating gilt dieser als „Vater“ des Nose-to-Tail-Trends. Inspiriert davon, nannte Esther Kern ihre Aktion Leaf to Root, die Ende 2014 zunächst auf ihrem Blog waskochen.ch mit drei Rezepten zu Karottenkraut, Radieschenblatt und Kartoffelschale startete.

## Leaf to Root (Buch und Blog)
Aus dem Recherche-Projekt entwickelte Esther Kern mit dem Fotografen Sylvan Müller und dem Koch Pascal Haag das gleichnamige Buch Leaf To Root – Gemüse essen vom Blatt bis zur Wurzel, das 2016 im AT Verlag erschienen ist. Es wurde 2017 von der GAD Deutschland mit der Goldmedaille und 2017 am Gourmand Award in Yantai als drittbestes Gemüsekochbuch weltweit ausgezeichnet.
Der Blog leaf-to-root.com wurde 2018 bei den Gourmand Awards als drittbester weltweit ausgezeichnet. Am 30. November 2021 erhielt Esther Kern für das Buch die Auszeichnung „Best of the Best – 25 Years“ für vegetarische Kochbücher im Rahmen der The Gourmand World Cookbook Awards 2021 in Paris.

## Rezeption
Über die Aktion berichteten Medien aus dem deutschsprachigen Raum: Bayerischer Rundfunk, ZDF, Galileo auf ProSieben, Deutschlandfunk und das Schweizer Fernsehen.

## Über die Autorin
Esther Kern ist gelernte Journalistin und hat sich weltweit einen Namen als Food-Journalistin, Gastrokritikerin, Autorin und Gemüsescout gemacht. Seit Mai 2023 tritt sie regelmäßig in der Sendung "À point – Wissen aus der Küche auf den Punkt gebracht" des Schweizer Radiosenders SRF1 auf.